# 田中梨瑚
田中 梨瑚（たなか りこ、出生名同じ、2003年2月27日 - ）は、日本の女優。東京都出身。映像・舞台の制作会社である株式会社ユーキース・エンタテインメント所属。

## 人物・来歴
- 父は俳優・演出家の田中優樹。
- 趣味はギター、ダンス。特技は歌。

## 出演

### テレビ
- フジテレビ新春生放送番組「爆笑！ヒットパレード」
- テレビ東京モーサテドラマ「突然ですが、ピンチです」
- 日本テレビ「ザ!世界仰天ニュース」ナルコレプシー編 - 主人公・典子 役

### テレビドラマ
- 仮面ライダーガヴ 第2話・第3話・第35話（2024年9月8日・15日・2025年5月18日、テレビ朝日） - 佐藤律 役[3]

### 映画
- 人生逆転ゲーム（室賀厚監督）
- 6月6日（原隆仁監督） - ヒロインの子供時代 役
- かくて女神は笑いき（室賀厚監督） - ヒロインの子供時代 役
- 「リモート学習のすすめ〜リモート学習元年2020」（短編映画） - 主演・玲香 役 ※#リモート映画祭参加作品
- 「プレゼント」（短編映画） - 主演・今井蓮 �役 ※#リモート映画祭参加作品
- 「ソーシャルディスタンスデート」（短編映画）- 主演・えっちゃん 役
- 「ミナカミ」（2021年） - 主演・藤岡リオカ 役
- 「愛なのに」（2022年2月、城定秀夫監督）
- 東映 教育教材 企画「あなたの笑顔がくれたもの」 - 準主演・藤川美織 役

### CM
- 武田薬品工業 ボラギノール
- ポケットモンスターDS 劇場用CM
- クリニコ「クリミール」編・「リハたいむゼリー」編
- 第一電機工業「遠距離恋愛」篇
- 岩崎本舗
- 日清製粉ウェルナ
- VISAカード「Visaデビット レストラン篇」
- かどや製油「家族のいつもに（姉の門出）」

### ラジオCM
- ワコール
- マクドナルド HOT100
- Panasonicストラーダ「あの雲の下」篇・「夏の思い出」篇
- Olympic「キノ子の思春期」篇・「キノ子の思春期 BBQ」篇
- NTTドコモ
- 森永製菓 inゼリー「英語的に」篇（第56回ACC賞金賞受賞）
- auスマートパスプレミアム
- 富士急 ド・ドドンパ
- 日清カップヌードル
- マルちゃん正麺
- 図書カードNEXT
- 富士急ハイランド
- 内閣府

### その他
- ディズニーシー インナー用DVS
- スマートフォン用ゲームアプリ「Blank City（蒸発都市）」 - 猫姫の化身役の声、ナレーション
- 『海の駅うらり名所PRムービー』（神奈川県三浦市）
- 2020年建設業就職促進ドラマ「アカルイ未来」 - 主演・未来役
- 神奈川大学PRムービー　ナビゲーター（2021年）
- NHK　WEB技研公開（2021年）
- Penthouse「流星群」（MV）（2022年）
- Penthouse「Take Me Maybe」（MV）（2023年）

### 舞台
- Keys＆Edge Project「・・・from the moonlight〜月からの贈りもの〜[4]」（2018年8月9日 - 12日、上野ストアハウス） - 準主演・桐山サッチ 役
- ユーキース・ショーケース「朗読劇 第二弾」（2018年10月6日 - 8日、八丁堀・STUDIOユーキース）『家族のはなし』 - 稲本史央里 役 / 『手紙』 - 主演・岸田雅美 役
- 「マキシムスピード」（2019年1月、築地ブディストホール） - 星野美代 役
- 第六回園田英樹演劇祭 ミュージカル「バックホーム」（2019年5月30日 - 6月9日、オメガ東京） - 主演・佐藤あやか 役
- ユーキースショーケース舞台「カナリア」（2019年8月20日 - 25日、STUDIOユーキース） - 主演・アリサ 役
- 「ロマンス」（2020年12月、新宿スターフィールド） - 主演・宮木智子役
- ゲーム原作　新版・舞台「獅子のごとく〜戦国湯舟評定〜」（2021年3月、新宿シアターブラッツ） - 主演・与謝野マリ 役
- 「F・+2」（2021年7月8日 - 18日、作：長谷川孝治） - 中条幸 役
- ミュージカル「美少女戦士セーラームーン」かぐや姫の恋人（2021年9月3日 - 12日、天王洲 銀河劇場）- 主演・セーラームーン / 月野うさぎ 役[5]
  - “Pretty Guardian Sailor Moon” The Super Live（2025年10月9日 - 13日〈予定〉、サンシャイン劇場）[6]
- 「九識のスプリント 〜いざ、駆ける瞬間〜」（2021年10月27日 - 11月3日、江戸川区総合文化センター） - 星野美代役
- 舞台「獅子の如く〜戦国湯舟評定〜」厳冬の陣（2021年12月22日 - 27日、六行会ホール）- 主演・与謝野マリ 役[7]
- 「美少女戦士セーラームーン」30周年記念 Musical Festival -Chronicle- - 月野うさぎ/セーラームーン 役　品川プリンスホテルステラボール（2022年11月）
- 仁義なきギャル組長〜ジャーナリスト土門瑛太の“M資金”真相解明ファイル〜（2023年4月12日 - 16日、日本橋劇場） - 犬養光代 役[8]
- 「ワールドトリガー the Stage」B級ランク戦開始編 （2023年8月） - 那須玲 役
  - ワールドトリガー the Stage ガロプラ迎撃編（2024年10月25日 - 11月4日、シアターH / 11月9日・10日、キャナルシティ劇場 / 11月15日 - 17日、COOL JAPAN PARK OSAKA WWホール / 11月22日 - 24日、天王洲 銀河劇場）[9]
- ミュージカル「時をかける少女」（2023年10月、日本橋公会堂） - 主人公・芳山和音 / イサキ役
- 舞台「The Great Gatsby 2023」（2023年11月18日・19日、近鉄アート館 / 11月23日 - 27日、三越劇場）[10]
- SENTRAL PRODUCE「逆転満塁サヨナラ、またね。」（2024年5月22日 - 26日、シアターグリーン BIG TREE THEATER）[11]
- ミュージカル「経験済みなキミと、経験ゼロなオレが、お付き合いする話。」（2024年8月16日 - 25日、新宿村LIVE） - 黒瀬海愛 役[12]
- 舞台「理系が恋に落ちたので証明してみた。」（2024年9月12日 - 16日、こくみん共済 coop ホール/スペース・ゼロ） - 山本亜梨華 役[13]
- 舞台「アヴニール夢見が丘2025〜とあるアパートの面白い物語〜」（2025年1月9日 - 13日、赤坂RED/THEATER） - ゆきこ 役[14]

### 雑誌
- 「女性セブン」（リガオス広告モデル）
- 月刊「アレコレ」浴衣モデル
- ダイハツ「ミライース」
- 玄光社「フォトテクニックデジタル」